# Caspar Schamberger
Caspar Schamberger (Leipzig, 1 september 1623 – aldaar, 8 april 1706) was een Duits medicus.

## Leven en werk
Schamberger werd in 1623 geboren als zoon van Franse immigranten. Hij begon in 1637 met zijn studie geneeskunde. Drie jaren later voltooide hij deze opleiding en reisde door Noord-Duitsland, Denemarken, Zweden en Nederland. In 1643 trad Schamberger in dienst bij de VOC. In 1644 voer hij naar Batavia. Aan het eind van de veertiger jaren van de zeventiende eeuw was hij werkzaam als chirurg in Dejima (Japan). Schamberger speelde een rol in de Westerse stijl van de geneeskunde. In 1655 keerde hij terug naar Nederland en in 1658 werd hij poorter van Leipzig en begon aldaar te fungeren als koopman. 
Schamberger overleed in het eerste decennium van de achttiende eeuw in zijn geboorteplaats in de deelstaat Saksen.